# Astyochia philyra
Astyochia philyra är en fjärilsart som beskrevs av Druce 1893. Astyochia philyra ingår i släktet Astyochia och familjen mätare. Inga underarter finns listade i Catalogue of Life.